# The Big Challenge
| Recensione | Giudizio |
| ---------- | -------- |
| AllMusic   | [ 1 ]    |

The Big Challenge è un album discografico a nome Cootie & Rex, pubblicato dall'etichetta discografica Jazztone Records nell'ottobre del 1957.
L'album fu pubblicato anche con il titolo di Together 1957.

## Tracce
Lato A
1. I'm Beginning to See the Light – 6:05 (Don George, Harry James, Duke Ellington, Johnny Hodges) – Registrato il 30 aprile 1957
2. Do Nothing Till You Hear from Me (Concerto for Cootie) – 4:20 (Bob Russell, Duke Ellington) – Registrato il 30 aprile 1957
3. Alphonse and Gaston – 8:50 (Ernie Wilkins) – Registrato il 30 aprile 1957

Lato B
1. I Got a Right to Sing the Blues – 4:11 (Ted Koehler, Harold Arlen) – Registrato il 6 maggio 1957
2. Walkin' My Baby Back Home – 4:43 (Roy Turk, Fred E. Ahlert) – Registrato il 6 maggio 1957
3. When Your Lover Has Gone – 5:12 (Einar Aaron Swan) – Registrato il 6 maggio 1957
4. I Knew You When – 4:41 (Rex Stewart, Ernie Wilkins) – Registrato il 6 maggio 1957

## Musicisti
- Cootie Williams - tromba
- Rex Stewart - cornetta
- Lawrence Brown - trombone
- J.C. Higginbotham - trombone
- Coleman Hawkins - sassofono tenore
- Bud Freeman - sassofono tenore
- Hank Jones - pianoforte
- Billy Bauer - chitarra
- Milt Hinton - contrabbasso
- Gus Johnson - batteria

Note aggiuntive
- George Thomas Simon - produttore
- Registrazioni effettuate il 30 aprile e 6 maggio 1957 al RCA Victor's Webster Hall Studio di New York City, New York (Stati Uniti)
- Ernie Oelrich - ingegnere delle registrazioni
- Kal Weyner - fotografie[3]